# Горіх волоський (плід)

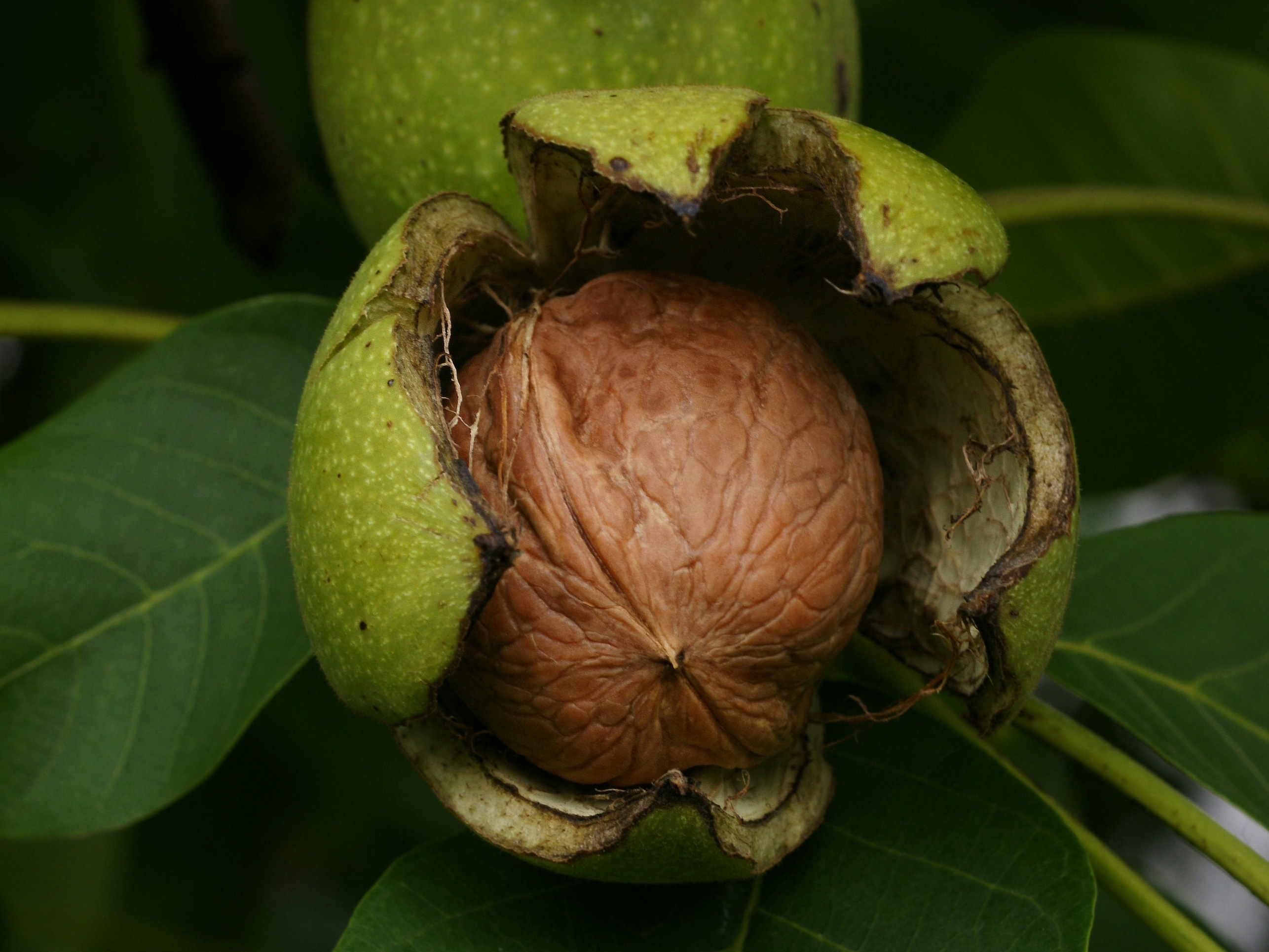
Зріла кістянка волоського горіха: товста волокниста шкірка підсихає, сама собою відділяється і лопається; кісточка самостійно не розкривається

Горіх волоський — горіх будь-якого дерева роду Juglans родини Горіхові, у тому числі перського або волоського горіха (Juglans regia).

## Опис
Плід — велика несправжня кістянка,овальної або круглої форми. Оплодень твердий та зморщений усередині. Спочатку зелений, але з часом він чорніє. Шкарлупа сірувато-коричнева, дерев'яниста, з горбкуватою поверхнею та двома добре розвинутими ребрами. Більшу частину горіхового ядра становить великий зародок із виїмками та борозенками. Цвіте у квітні — травні, плоди достигають у вересні. Дикоросла зростає в горах Середньої та Малої Азії, на Кавказі, в Молдові й на Півдні України.

## Культивація
На території України горіх волоський розводять як плодове дерево. Заготовляють листя (Folia Iuglandis regiae), оплодні (Cortex Iuglandis regiae fructibus) та зелені недостиглі плоди. Листя збирають у суху погоду, одразу сушать, розстилаючи тонким шаром, постійно перегортаючи. Оплодні збирають під час заготівлі плодів, які розрізають навпіл і сушать у теплих приміщеннях або в сушарках при температурі 30 – 40 °C.

## Медичні властивості
Листя містить флавоноїди (югланін, авікулярин, гіперозид, 3-арабінозид кверцетину, ціанідин); хінони (юглон, глікозид гідроюглону); ефірну олію — 0,008 – 0,3 %, до складу якої входять пінен, лімонен, циніол, камфен, кадинен, хамазулен, терпінеол, дубильні речовини, алкалоїди, вітаміни В1, Е, С, PP, каротин, фенолкарбонові кислоти (кавову, галову, кумарову), кумарини, мікроелементи.
Оплодні містять органічні кислоти (яблучну, лимонну, аскорбінову); каротиноїди, галову кислоту, дубильні речовини, похідні пірокатехіну і пірогалолу; кумарини (елагову кислоту), хінони (юглон і гідроюглон, 5-глюкозид гідроюглону).
Зелені горіхи містять вітаміни С, В1, В2, РР, каротиноїди; хінони — юглон. Достиглі горіхи містять жирну олію — 40 – 81 %, до складу якої входять: ліноленова, пальмітолеїнова, лінолева, олеїнова, пальмітинова, стеаринова, лауринова, міристинова, арахінова жирні кислоти. Речовини з листя та зелених оплоднів волоського горіха мають бактерицидні, фітонцидні, протизапальні, ранозагоювальні, в'яжучі та глистогінні, гіпоглікемічні властивості, поліпшують травлення й обмін речовин при шкірних хворобах (фурункули, карбункули), збуджують апетит.

## Застосування
Достиглі плоди використовують для поліпшення роботи печінки та шлунка, лікування малярії. Листя волоського горіха використовують як замінник чаю і тютюну. Завдяки вмісту ефірних олій — у лікеро-горілчаній промисловості й парфумерії, для дублення шкіри, фарбування тканин, волосся та деревини.

### У кулінарії
Плоди використовують у свіжому вигляді у кулінарії та кондитерському виробництві. Нормалізує кислотність. Олія має ранозагоювальну, антигельмінтну, проносну, діуретичну дію. 

### У медицині
Ядра горіхів рекомендуються хворим на атеросклероз, туберкульоз легень, гепатит. Лікувальне значення мають і лакуни (перегородки) горіхів. Так, 20 % настойка лакун ефективна при еутироїдній формі дифузного зоба й легкій формі тиреотоксикозу.
Настій волоського горіха вживають внутрішньо при атеросклерозі, гастроентериті, діареї, авітамінозі, скрофульозі та рахіті, цукровому діабеті, шкірних захворюваннях, пов'язаних із порушенням обміну речовин (хронічна екзема, подагра). Зовнішньо настій або відвар із листя та оплоднів використовують при ангіні, стоматиті, гінгівіті, пародонтозі, кандидозі, хворобі шкіри; для ванн і обмивань при поліартриті, подагрі, рахіті й скрофульозі. Препарати з листя та оплоднів волоського горіха підвищують згортання крові, що протипоказано деяким хворим.